# Roger Bigot (4e comte de Norfolk)
Pour les articles homonymes, voir Roger Bigot et Bigot.
Roger (III) Bigot, 4e comte de Norfolk, est un baron anglais né vers 1212 et mort le 3 ou le 4 juillet 1270.

## Biographie
Issu de la famille Bigot, il est le fils aîné du comte Hugues Bigot et de son épouse Maud, fille aînée de Guillaume le Maréchal. Encore mineur à la mort de son père, en 1225, il est placé sous la tutelle du comte de Salisbury Guillaume de Longue-Épée, puis du roi d'Écosse Alexandre II, et n'hérite du comté de Norfolk qu'à sa majorité, en 1233. Il hérite également de la charge de maréchal d'Angleterre en 1246, tous ses oncles maternels étant morts sans laisser d'héritiers.
En 1245, Roger Bigot assiste au concile général de Lyon comme ambassadeur du roi et des barons anglais. Il y combat les prétentions du pape au titre de souverain de l'Angleterre. Par la suite, il est l'un des seigneurs qui forcent le roi Henri III à confirmer la Grande Charte, ainsi que la Charte des forêts, et à se conformer aux Provisions d'Oxford. Durant la Seconde Guerre des barons, il collabore avec le gouvernement de Simon de Montfort jusqu'à sa mort, à la bataille d'Evesham.
Son neveu, également prénommé Roger, lui succède à sa mort.

## Mariage et descendance
En mai 1225, Roger Bigot épouse à Alnwick la princesse Isabelle d'Écosse, fille du roi Guillaume le Lion. Ils n'ont pas d'enfants.